# SC Veltheim
El SC Veltheim es un equipo de fútbol de Suiza que juega en la 3. Liga, sexta división de fútbol en el país.

## Historia
Fue fundado el 29 de agosto de 1915 en la ciudad de Winterthur como FC Veltheim en la Serie C, logrando ese año el ascenso a la Serie B y al terminar la temporada se fusiona con el FC Winterthur para crear al FC Winterthur-Veltheim.
Luego de esa decisión 21 jugadores abandonaron al club al no estar de acuerdo con la fusión y decidieron refundar al equipo con su nombre actual, como equipo de la Serie C. En 1916 se unen a la Asociación Suiza de Fútbol y ese mismo año ganan el título de la tercera división.
En la temporada 1923/24 el club juega por primera vez en la Superliga de Suiza donde terminaron en séptimo lugar del grupo este, jugando en la primera división hasta que descendieron en la temporada de 1926/27 al terminar en último lugar del grupo este. El club estuvo en segunda división hasta que la Asociación Suiza de Fútbol hizo una reforma a la liga que provocó que el club descendiera a la cuarta división y de ahí pasó a jugar a nivel aficionado.

## Palmarés
- Serie C: 1

1916/17

## Jugadores

### Jugadores destacados
- Max Weiler
- Walter Weiler
- Gustav Gottenkieny